# Friso de Zeeuw
Friso de Zeeuw (Rotterdam, 11 januari 1952) is een Nederlands jurist, projectontwikkelaar, bestuurder, adviseur, hoogleraar, publicist, DDR-deskundige en oud-politicus.

## Biografie
De Zeeuw studeerde, na het behalen van zijn gymnasium-Beta- diploma aan het Marnixgymnasium in Rotterdam, staats- en bestuursrecht aan de Vrije Universiteit Amsterdam. Hij werkte van 1976 tot 1979 bij een stedenbouwkundig bureau. Daarna was hij werkzaam bij de gemeente Amsterdam en wethouder van de toenmalige gemeente Monnickendam (1980-1987). Van 1987 tot 1993 was hij senior organisatieadviseur bij Berenschot. 
Van 1993 tot 1998 was hij vervolgens gedeputeerde van de provincie Noord-Holland. Van 1998 tot 1 mei 2016 was hij directeur Nieuwe Markten van BPD (voorheen Bouwfonds Ontwikkeling). De Zeeuw is een van de oprichters van NAW, het magazine van BPD over gebiedsontwikkeling (thans BPD-Magazine).
Van 2006 tot december 2017 was De Zeeuw parttime praktijkhoogleraar Gebiedsontwikkeling aan de faculteit Bouwkunde van de TU Delft. Ter gelegenheid van zijn afscheid hield hij de rede ‘Zo werkt gebiedsontwikkeling zonder voodoo’. Aan de Leerstoel Gebiedsontwikkeling is hij nog steeds verbonden als voorzitter van de redactieraad van het digitale vakplatform Gebiedsontwikkeling.nu.
Hij is sinds 2012 lid van het Expertteam Woningbouw van het ministerie van BZK dat gemeenten en marktpartijen ondersteunt bij de uitvoering en versnelling van de woningbouw-opgave.
Sinds 2019 is De Zeeuw voorzitter van het Economisch Forum ‘Noord-Holland boven Amsterdam’ dat de belangen van het bedrijfsleven in de regio ten noorden van het Noordzeekanaal behartigt. Verder bekleedt hij een tiental bestuursfuncties en commissariaten en heeft hij een adviesbureau.

## Publicaties, conferenties en boeken
Friso de Zeeuw houdt zich in zijn werk bezig met onderwerpen als gebiedsontwikkeling, ruimtelijke ordening, woningbouw, woningmarkt, omgevingsrecht, grondbeleid, stikstof, regionale economie, mobiliteit en openbaar bestuur. De Zeeuw verzet zich fel tegen ambtelijke fusies als alternatief voor gemeentelijke herindeling,  omdat deze een ambtelijke machtsovername zouden impliceren.
In 1999 deed een commissie onder zijn voorzitterschap onderzoek naar het functioneren van kleine gemeenten in een zestal verschillende regio’s in opdracht van de toenmalige minister van Binnenlandse Zaken. Als uitkomst van deze commissies verscheen het rapport '‘Gemeenten: meer dan lokaal bestuur’ .
In 2015 en 2016 organiseerde hij twee rondetafelconferenties over de aanpak van gebiedsontwikkeling in Nederland en Nordrhein-Westfalen en schreef stukken over de gebiedsontwikkeling in Engeland en Singapore. Omtrent hetzelfde onderwerp verschenen twee boeken van zijn hand: "De engel uit het marmer" (2007) en  "De engel uit graniet" (2009), met Agnes Franzen als co-auteur.
In 2018 verscheen het hand- en studieboek ‘Zo werkt gebiedsontwikkeling’, op basis waarvan hij met Ebbo Clekx een serie mini-colleges maakte.
Samen met Co Verdaas, zijn opvolger als hoogleraar Gebiedsontwikkeling aan de TU Delft, schreef hij in 2020 een pleidooi over een nieuw sturingsconcept voor de ruimtelijke ordening.
In 2023 verscheen de bundeling van 65 columns en artikelen die De Zeeuw sinds 1998 schreef, onder de titel 'Ploeterend Voorwaarts'.

## DDR-Museum
Het DDR-Museum van Nederland zetelt in het huis van De Zeeuw te Monnickendam. Daartoe heeft hij de garage omgebouwd en uitgebreid. Het museum kwam voort uit een verzameling voorwerpen en documenten uit de voormalige DDR, die hij met zijn echtgenote sinds de val van de Berlijnse Muur in 1989 heeft aangelegd.
Het museum is inmiddels uitgegroeid tot een volwaardig kenniscentrum. Incidenteel worden grotere bijeenkomsten georganiseerd zoals in maart 2016 in de Openbare Bibliotheek Amsterdam, met 260 bezoekers.
Ter gelegenheid van ‘30 jaar Val van de Muur’ werd in 2019 een tweedaags festival in Baarn georganiseerd.
De Zeeuw schreef twee boeken over de DDR: "Fascinatie DDR" (2007) en "De tastbare DDR" (2019).
Met Anja Fricke en Marieke Naumann publiceerde hij de brochure "De DDR in kort bestek" (2019).